# Глинец (Львовская область)
Глинец (укр. Глинець) — село в Яворовской городской общине Яворовского района Львовской области Украины.
Население по переписи 2001 года составляло 211 человек. Занимает площадь 4,47 км². Почтовый индекс — 81067. Телефонный код — 3259.

## История
В 1946 году Указом ПВС УССР село Ляшки переименовано в Глинец.